# Strategische Gruppe
Der Begriff Strategische Gruppe bezeichnet in der Betriebswirtschaftslehre eine Gruppe von Unternehmen innerhalb einer Branche, die eine ähnliche Wettbewerbsstrategie verfolgen bzw. eine ähnliche Organisationsstruktur aufweisen (z. B. alle Anbieter von Nischenprodukten).
Aufgrund dieser Gemeinsamkeiten sind Unternehmen einer strategischen Gruppe auf ähnliche Weise von externen Einflussfaktoren (Änderungen der Marktbedingungen, staatliche Eingriffe etc.) betroffen und haben ähnliche Renditemöglichkeiten.
Eine strategische Gruppe in einem Markt besitzt ein homogenes strategisches Verhalten, was sich nach Michael Porter in der Ausprägung bestimmter strategischer Dimensionen prüfen lässt. Diese Kriterien sind:
- Grad der Spezialisierung nach Produktsortiment, Kundensegment, Regionale Abdeckung (vgl. Wettbewerbsmatrix);
- Markenidentifikation – das Ausmaß, in dem das Unternehmen Markendifferenzierung vor anderen Strategien bevorzugt.
- "Push" vs. "Pull" – das Ausmaß, in dem das Unternehmen Kunden zur Nachfrage animiert (Pull) oder die Vertriebskanäle zum Verkauf anregt (Push)
- Wahl des Vertriebsweges – angefangen von eigenen Vertriebskanälen bis hin zu Verkauf durch Generalisten
- Produktqualität – bezüglich Rohmaterial, Spezifikationen, zulässige Toleranzen, Merkmale etc.
- Technologieführerschaft
- Vertikale Integration
- Kostenposition
- Service
- Preispolitik
- Leverage
- Beziehungen zu Elternunternehmen
- Beziehungen zu Heimat- und Gastregierungen

Generell gilt, dass der Wettbewerb innerhalb der strategischen Gruppe stärker ausgeprägt ist als der Wettbewerb zwischen den einzelnen strategischen Gruppen. So ist etwa die Konkurrenz unter Diskontanbietern stärker als die zwischen Diskontern und Hochpreisanbietern. Dabei ist die Größe und Anzahl der Gruppen zu berücksichtigen. Je mehr Gruppen existieren und je kleiner diese Gruppen sind, desto geringer ist die Wettbewerbsintensität insgesamt.
Werden die Branche und ihre strategischen Gruppen analysiert, so sind drei grundsätzliche Fälle denkbar: Im Extremfall kann die gesamte Branche aus nur einer einzigen strategischen Gruppe bestehen, wenn alle Unternehmen innerhalb der Branche dieselbe Strategie verfolgen. Hier wäre dann eine Analyse des relevanten Marktes ausreichend. Zum anderen kann eine Branche aus genauso so vielen strategischen Gruppen bestehen, wie es Unternehmen gibt. Hier müsste dann jeder Anbieter eine andere Strategie verfolgen. In diesem Fall müsste eine klassische Konkurrenzanalyse durchgeführt werden. Im letzten und weitaus wahrscheinlicheren Szenario besteht eine Branche aus mehreren strategischen Gruppen, denen jeweils Unternehmen angehören, welche eine ähnliche Strategie verfolgen.
Ziel des Konzepts ist es, in einer Branche bzw. einem Markt möglichst ähnliche strategische Verhaltensweisen der Anbieter zu identifizieren und auf dieser Grundlage den Markt zu segmentieren. So können einzelne Wettbewerber als Bedrohung oder auch als potenzielle Kooperationspartner relativ zu den anderen Wettbewerbern identifiziert werden. Da hier Wettbewerber im relevanten Markt analysiert werden, stellt das Konzept das Pendant zur kundenseitigen Marktsegmentierung dar. Um strategische Gruppen zu identifizieren, muss vorher die Ursache der Entstehung dieser Gruppen, also allgemein die Ursache für unterschiedliches strategisches Verhalten, geklärt werden. Hier sind vielfältige Gründe denkbar, am häufigsten werden unterschiedliche Risikoneigung der Unternehmensführung, unterschiedliche Ausgangssituationen, unterschiedliche Stärken und Schwächen sowie historische Zufälle genannt. Auf Basis dieser Gründe, die oft auf strategischen Entscheidungen in der Vergangenheit beruhen, können dann auch die Dimensionen, die zur Abgrenzung der Gruppen untereinander geeignet sind, ermittelt werden. Gesucht sind also Variablen, welche sog. Mobilitätsbarrieren darstellen. Mobilitätsbarrieren sind Gruppeneintritts- und Gruppenaustrittsschranken, also Faktoren, welche die Veränderung strategischer Positionen und somit ein Wechsel von einer strategischen Gruppe in eine andere, hemmen. Zum Wechsel in eine andere strategische Gruppe müssen also die Mobilitätsbarrieren überwunden bzw. abgebaut werden. Je nach Typ und Höhe dieser Barriere kann dies mit hohen Kosten verbunden sein.
Mobilitätsbarrieren sind für die Mitglieder einer strategischen Gruppe deshalb von großer Bedeutung, weil sie Wettbewerber anderer Gruppen daran hindern, direkte Konkurrenten zu werden. Sie stellen somit einen „Schutzwall“ gegenüber anderen Anbietern dar. Da hohe Mobilitätsbarrieren aufgrund dieser Schutzwirkung auch ein größeres Gewinnpotenzial zur Folge haben, ist der Aufbau solcher Barrieren deshalb für viele Unternehmen eine wichtige Investition. Da in Gruppen mit höheren Mobilitätsbarrieren auch ein größerer Wettbewerb besteht, kann eine spezifische Investition in diese aber auch einen größeren Schaden verursachen als der Eintritt eines Neulings.
Bei der Ermittlung strategischer Gruppen werden in der Literatur viele verschiedene Ansätze diskutiert, die einfachste und deshalb in der Praxis gängigste Vorgehensweise ist das multivariate Analyseverfahren der Clusteranalyse.
Die Bedeutung des Konzepts der strategischen Gruppen und der Mobilitätsbarrieren für die strategische Analyse ist nicht zu unterschätzen. Es unterstützt die Analyse des Wettbewerbers in einer Branche, die Analyse der für diese Branche geltenden Erfolgsvoraussetzungen und die Analyse der Eintrittsbarrieren. Wichtige Schlussfolgerungen für strategische Entscheidungen eines Unternehmens lassen sich sowohl aus der Analyse der Gruppe selbst als auch aus der Analyse der Mobilitätsbarrieren ziehen. Die möglichen Folgerungen, die sich aus dem Konzept ergeben, liegen auf der Hand: So erleichtert die Identifizierung strategischer Gruppen die Konkurrenzanalyse ungemein, da sie ja den Kreis der Wettbewerber strukturiert und eingrenzt. Außerdem wird so die Abschätzung der strategischen Fähigkeiten der Konkurrenz ermöglicht und es lassen sich unterschiedliche Strategien innerhalb einer Branche bewerten. Die Identifikation der Mobilitätsbarrieren und ihre Höhe ermöglicht das Erkennen von Gewinnpotenzialen der einzelnen Gruppen und erleichtert die Abschätzung der Bedrohung durch neue Wettbewerber.
Jedoch dürfen all diese Vorteile nicht darüber hinwegtäuschen, dass auch dieses Konzept einige Schwachstellen aufweist. Unternehmen könnten durch das statische Konzept dazu verleitet werden, nur die Konkurrenten ihrer eigenen strategischen Gruppe zu analysieren und die potenzielle Konkurrenz anderer Gruppen außer Acht lassen. Es sei darauf hingewiesen, dass die Mobilitätsbarrieren einer Dynamik unterliegen und so Gruppenstrukturen nur temporär stabil sind. Wird diese Dynamik vom Unternehmen bei der Analyse nicht beachtet und sich der Fokus ausschließlich auf die Mitglieder der momentan existierenden Gruppenstrukturen beschränkt, so können Ergebnisse schnell zu Fehleinschätzungen führen.
Sind nun die relevanten Konkurrenten einer strategischen Gruppe zugeordnet, so steht es nun an diese Ergebnisse zu spezifizieren und einzelne Konkurrenten einer weitergehenden Analyse zu unterziehen.
Das Konzept wurde bisher empirisch für zahlreiche Branchen untersucht. Ein Überblick findet sich u. a. bei Piepelow.

## Sozialwissenschaften
In den Sozialwissenschaften werden strategische Gruppen als soziale Gruppierungen bezeichnet, die Strategien zur Aneignung bzw. Sicherung von materiellen und immateriellen Ressourcen entwickeln.
Strategische Gruppen bestehen also aus Personen, die durch ein gemeinsames Interesse an der Erhaltung oder Erweiterung ihrer gemeinsamen Aneignungschancen verbunden sind. Diese Aneignungschancen sind nicht allein auf materielle Güter ausgerichtet, sondern können auch Wissen, Prestige, Macht oder religiöse Ziele beinhalten. Bestimmte Gruppen oder Organisationen
entwickeln ein langfristig angelegtes Programm zur Erhaltung oder Verbesserung der Aneignungschancen, das dann von der aktiv handelnden Führung und den Mitgliedern einer strategischen Gruppe akzeptiert wird. Dafür sind Kommunikationskanäle notwendig, u. U. auch Interaktionsketten, die die strategische Gruppe insgesamt durchziehen. Kohäsion von strategischen Gruppen muss also nicht durch intensive Interaktion, sondern durch Akzeptanz eines gemeinsamen Programms einheitlicher Strategien gekennzeichnet sein. Unterschiede in Rang und Status innerhalb der strategischen Gruppe werden dabei von der Wahrnehmung gemeinsamer Interessen überspielt.